# Mycastor nealces
Espèce
Mycastor nealces est un insecte lépidoptère appartenant à la famille  des Riodinidae et au genre Mycastor.

## Dénomination
Mycastor nealces a été décrit par William Chapman Hewitson en 1871 sous le nom de Nymphidium nealces.

### Sous-espèces
- Mycastor nealces nealces; présent en Guyane
- Mycastor nealces amoenum (Stichel, 1928); présent au Brésil[1].

### Nom vernaculaire
Mycastor nealces se nomme Orange butterfly en anglais.

## Description
Mycastor nealces présente des ailes antérieures bleu clair très largement bordées de marron au bord costal et au bord externe et des ailes postérieures orange vif avec une partie basale bleu clair et l'apex marron.

## Écologie et distribution
Mycastor nealces est présent en Guyane, au Brésil et au Pérou,.